# Nitrato di potassio
Il nitrato di potassio è il sale di potassio dell'acido nitrico, di formula KNO3.
A temperatura ambiente è un solido cristallino incolore, dal sapore leggermente amarognolo, solubile in acqua.
Comunemente noto anche con il nome di salnitro o nitro, è un agente ossidante, e in quanto tale è il componente della polvere nera che fornisce ossigeno alla miscela.

## Descrizione
Attualmente viene ottenuto industrialmente per reazione dell'acido nitrico con carbonato di potassio:
{\displaystyle {\ce {2HNO3 + K2CO3 -> 2KNO3 + H2O + CO2}}}
oppure per reazione di scambio ionico tra nitrato di sodio e cloruro di potassio:
{\displaystyle {\ce {NaNO3 + KCl -> KNO3 + NaCl}}}
l'equilibrio è spostato verso destra in quanto il cloruro di sodio è il meno solubile tra i quattro sali che partecipano alla reazione. Questo secondo metodo fu messo a punto in Germania nel 1855 in seguito all'aumento della richieste di nitrato di potassio indotto dalla Guerra di Crimea.
Se riscaldato, il nitrato di potassio si decompone in ossigeno gassoso e nitrito di potassio secondo la reazione:
{\displaystyle {\ce {2KNO3 -> 2KNO2 + O2}}}
Il nitrato di potassio è un fertilizzante di buona qualità, contenendo due degli elementi più importanti per la crescita e il sostentamento delle piante, il potassio e l'azoto, in forme facilmente assimilabili. Viene inoltre impiegato come propellente per razzi e nelle miscele usate nei fuochi d'artificio e nelle bombe fumogene. È inoltre, insieme con il carbone e lo zolfo, il componente base per la preparazione della polvere da sparo.
È un additivo alimentare, usato principalmente nella conservazione di salumi e carni salate, identificato dalla sigla E 252.
In natura si può trovare sotto forma di efflorescenze in ambienti umidi, come cantine, grotte e stalle, dove è possibile l'azione dei batteri nitrificanti. In questi casi il salnitro si presenta come una specie di lanugine bianca che si forma sulle superfici umide come pareti, pavimenti, ecc.
Durante la decomposizione aerobica o anaerobica delle sostanze azotate, l'azoto, derivante da fonti come l'urea presente negli escrementi animali, viene liberato sotto forma di ammonio. La trasformazione di ammonio in nitrato ("nitrificazione") viene effettuata dai batteri nitrificanti in presenza di umidità e di calcio (es. dal carbonato di calcio degli intonaci). Questi batteri provocano quindi indirettamente anche la corrosione di cemento e calcare.

## Storia
Il nitrato di potassio veniva prodotto a partire dal sodanitro e veniva usato come concime dagli antichi Greci, o come detergente già dai Romani. Comunemente conosciuto come "nitro", non vi erano ai tempi sempre precise distinzioni di nomenclatura tra i vari tipi di sali. Esso veniva appellato natrium in latino, nitron in greco, e neter in ebraico che significa effervescente.

Simbolo alchemico del salnitro.

Il salnitro era anche un ingrediente del fuoco greco, oltre che un elemento fondamentale dell'alchimia, nell'ambito della quale veniva spesso chiamato con nomi diversi, tra cui «sale di Cristo».
Vi sono citazioni della sostanza nella Bibbia:
(Geremia 2;22)
(Libro dei proverbi 25;20)

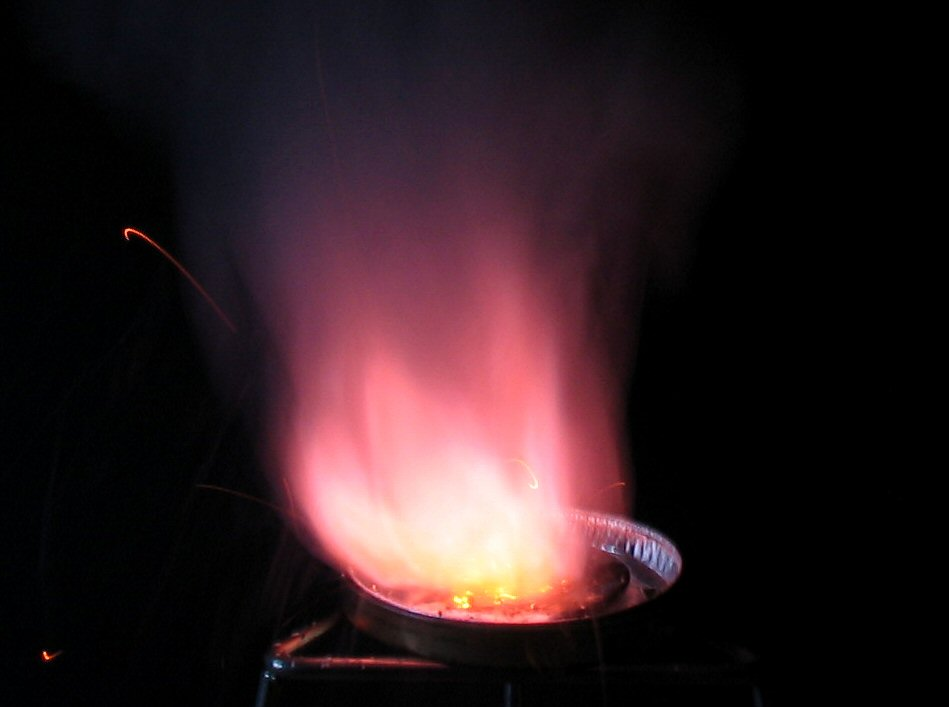
Combustione di una miscela di salnitro che produce una fiamma dal colore rosa.

Anche Plinio nell'opera Naturalis historia (cap. XXXVI, verso 65) cita il salnitro come elemento all'origine della scoperta del vetro. Viene infatti narrato di una nave fenicia di mercanti di nitro approdati su una spiaggia dove si accinsero a preparare la loro cena. Non trovando pietre su cui poggiare i pentoloni utilizzarono pani di nitro che, sotto l'effetto del calore della fiamma e mescolandosi con la sabbia della spiaggia, diedero origine a rigagnoli lucenti di un liquido ignoto identificabile chiaramente come vetro.
In passato si sfruttavano i depositi naturali dell'India e dell'America meridionale, dove però è presente in quantità inferiore rispetto al sale di sodio. Vi era poi la pratica diffusa di costruire nitrerie artificiali, in cui il nitrato di potassio veniva preparato mescolando ceneri, terra e materiale organico (come ad esempio la paglia e il letame) formando un blocco generalmente alto un metro e mezzo, largo due metri e lungo cinque. Il mucchio veniva poi messo al riparo dalla pioggia, tenuto bagnato con l'urina e rigirato spesso, per accelerare la decomposizione. Dopo circa un anno veniva poi lavato con acqua. Il liquido ottenuto, ricco di nitrato di potassio e altri nitrati, veniva quindi purificato e cristallizzato. Dato che fino alla seconda metà del XIX secolo la polvere da sparo fu l'unico esplosivo disponibile, è facile immaginare l'importanza strategica che ebbe il controllo dei pochi giacimenti.

## Il nitrato di potassio come fertilizzante
Un uso diventato nel corso del XX secolo sempre più importante è quello agricolo come fertilizzante. Alcuni sintomi di deficienza della coltura associati al potassio:
- Colture di cereali come il mais, il sorgo e frumento presentano gambi deboli accompagnati da una dimensione della granella piccola e di bassa resa.
- Le foglie di cotone prendono un colore rossastro, appaiono bruciate, diventano di colore bronzo e dopo nero, ed eventualmente cadono. Le capsule sono generalmente nodose e danno come risultato fibre di bassa qualità e poca resa.
- I pomodori presentano maturazioni non omogenee e poca consistenza.
- I gusci dei frutti del nocciolo sono di aspetto distorto. I frutti sono piccoli e di bassa qualità.

## Il nitrato di potassio come propellente
Il nitrato di potassio può essere utilizzato come ossidante nella preparazione di propellenti solidi. Si combina con il saccarosio e può dare un medio-basso impulso specifico. Le percentuali più usate sono 65% di KNO3 e 35% di saccarosio. Grazie al suo basso costo e alla facile reperibilità nei negozi di agricoltura, il nitrato di potassio è usato nei propellenti per razzi hobbistici.